# Pinches Welner
Pinches Welner (født 1. juli 1893 i Łódź, død 7. februar 1965) var en polskfødt dansk forfatter.
Welner blev født i fabriksbyen Łódź i Polen som søn af en fattig jødisk skrædder. Tidligt i sit liv kom han på kant med myndighederne. Han var med i den socialistiske, revolutionære bevægelse i Polen og blev hurtigt medlem af ledelsen i det illegale parti, Bund. Han blev fængslet i et år pga. sit politiske engagement og forlod landet umiddelbart herefter for at flakke omkring i Europa og ende i Danmark i 1913. 
Det er især som novellist, han demonstrerer sit talent, og han placerer sig i den dansk jødiske litterære tradition mellem blandt andre Meïr Aron Goldschmidt og Henri Nathansen.
Han blev dansk statsborger og virkede som skrædder i København frem til 2. verdenskrig, hvor han sammen med mange andre danske jøder flygtede til Sverige. Både før og efter krigen gjorde han et stort arbejde for den zionistiske sag og kæmpede som østeuropæisk jøde for en opretholdelse af jødisk sprog (jiddisch) og kultur i Danmark. Han skrev flere artikler om jødiske emner i danske dagblade.
De to år som flygtning i Sverige var årsagen til, at han gik i gang med sin skønlitterære produktion, der især består af novellesamlinger samt enkelte romaner og erindringsbogen Fra polsk jøde til dansk (1966).
Den jødiske problematik skinner igennem hele forfatterskabet, men er især dominerende i debutbogen I hine dage (1949), der har undertitlen Jødiske fortællinger. Fortællingerne tematiserer nazismens forfølgelser og nedværdigelser; sproget er stift, menneskeskildringen nøjsom. Det er det grufulde i handlingsforløbet, der virker på læseren. Og det er denne indre rædsel, denne forpinthed, der springer i øjnene i hele forfatterskabet og som forstærkes i de senere Seks noveller (1958) og i En hel verden (1963). 
Det grufulde er ikke en villet, litterær virkning hos Welner. Den skyldes en bundethed til de historiske hændelser; til begivenheder, som forfatteren ikke kan lave om på, men højst prøve at skabe en vis fiktionsramme omkring. 
Det er få andre samtidige forfattere, der som Welner var engageret i krigstidens begivenheder. Hans noveller er en slags koncentrationslejrlitteratur, skrevet af én, der blot ved et tilfælde blev iagttageren udenfor, og de kan bedst sammenlignes med den ægte koncentrationslejr-digtning, som fx Micheline Maurel.
I erindringsbogen Fra polsk jøde til dansk, der udkom posthumt i 1965, skriver han åbent og oprigtigt om "indvandreres hårde kår" i Danmark. Det er beretningen om fattigdom, tuberkulosens hærgen, jødernes strid og den følte danske antisemitisme, og samtidig portrætterer den en række samtidige jødiske kulturpersonligheder med Henri Nathansen i spidsen. Bogen kan ses som optakt til romanen Ved Øresunds bredder (1953), der skildrede de danske jøders svenske ventetid.
Hovedværket, romanen Den brogede gade (1960), foregår i Balut, en fattig forstad til Welners fødeby, Łódź i Polen i begyndelsen af det 20. århundrede. Det er en fortælling om mennesker i små kår i alle mulige nuancer, om deres kamp for det daglige brød, som de fører hver efter sin evne og hver på sin måde. Fejfergyden, som er den brogede gade, bliver derfor et symbol på det store samfund. 
Gennem hovedfiguren, drengen Mendel, oplever vi den fattige jødes længsel efter et nationalt hjemsted, efter et hjem i landlige omgivelser, som forholdene og de fjendtlige omgivelser har spærret ham ude fra. Det fattige Balut, hvor der ikke findes et træ eller et græsstrå, står som et billede på det jødiske folks trængsler. Også den omstændighed, at Mendel altid ser et lys forude, er symbolsk – ikke blot for hans eget, men også for hans folks håb.
Men selv om Balut er fattig – og dens indbyggere i Fejfergyden lever i angst, uro og usikkerhed i en verden, der sukker under zardømmets hensynsløse fremfærd i det ulykkelige land – så er bogen langtfra trist. Den er skrevet med et glimt i øjet og med megen humor og demonstrer Welners evne til at kunne ironisere over og spøge med sine heltes og sine egne genvordigheder, sin egen skæbne.
Et af de gennemgående temaer i Welners forfatterskab er angsten for at miste børnene. Hvordan skulle man kunne leve videre, hvis man mistede børnene?
I novellen I har ikke fået ham følger en fader sin søn til den tyske kaserne i det besatte land (Danmark). Faderen har ikke sørget for at blive statsborger her, hvor han har boet og arbejdet i mange år, han er tyskfødt og nu har besættelsesmagten forlangt, at hans søn skal gøre krigstjeneste. Sønnen har prøvet at unddrage sig, og det er som bekendt strafbart. Fader og søn prøver at overbevise hinanden om, at tyskerne nok lader ham slippe, så de kan gå hjem igen til moderen. – Hvad faderen får udleveret efter sin venten, er et lig. Efterfølgende dør faderen, og det gør slutningen noget teatralsk.
I Mellem grave bærer faderens død mere præg af at være sandsynlig og i Jette ved forældrene på forhånd, at de skal dø og gør derfor alt for at redde barnet, men det lykkes dem ikke. I erindringsromanen Ved Øresunds bredder er faderen parat til at ydmyge sig selv, netop fordi han erkender at være familiefader nu, og familien må reddes som en enhed. Både Historien om en sygdom og I har ikke fået ham er decideret mørke, præget af gru og undergang. Men i modsætning til Welners første novellesamling bringer de nye også lysere toner ind i verden.
Welners univers er generelt tragisk og hans holdning er dybt pessimistisk. Den eneste optimisme, der kan spores, er Welners tiltro til, at det nytter at skrive om problemerne – den kunstneriske tolkning fremkalder forståelse og erkendelse hos læserne.
Som indvandrer kæmpede Welner med det danske sprog og udgav både artikler og prosa på sit oprindelige modersmål, jiddisch. Langt de fleste af hans værker blev først skrevet på jiddisch og derefter oversat til dansk. Kun hans erindringer blev skrevet fra først til sidst på dansk. Den sproglige udvikling er tydelig, når man sammenligner forfatterskabets første bøger med de sidste, ligesom der sker en udvikling i temavalg og figurskildring.
I 1960 modtog Pinches Welner "Kollegernes Ærespris" af Dansk Forfatterforening, men eftertiden har næsten glemt ham.